# Гранг
Гранг (фр. Grangues) — коммуна во Франции, находится в регионе Нижняя Нормандия. Департамент коммуны — Кальвадос. Входит в состав кантона Дозюле. Округ коммуны — Лизьё.
Код INSEE коммуны — 14316.

## Население
Население коммуны на 2010 год составляло 248 человек.
| 1962 | 1968 | 1975 | 1982 | 1990 | 1999 | 2010 |
| ---- | ---- | ---- | ---- | ---- | ---- | ---- |
| 215  | 161  | 143  | 180  | 184  | 241  | 248  |

## Экономика
В 2010 году среди 168 человек трудоспособного возраста (15—64 лет) 115 были экономически активными, 53 — неактивными (показатель активности — 68,5 %, в 1999 году было 70,5 %). Из 115 активных жителей работали 108 человек (57 мужчин и 51 женщина), безработных было 7 (6 мужчин и 1 женщина). Среди 53 неактивных 13 человек были учениками или студентами, 23 — пенсионерами, 17 были неактивными по другим причинам.